# Абдель Халим Мухаммед
Абдель Халим Мухаммед (араб. عبد الحليم محمد‎; 10 апреля 1910, Омдурман, Англо-Египетский Судан — 16 апреля 2009, Хартум, Судан) — суданский общественно-политический и государственный деятель. Председатель Верховного государственного совета Судана (3 декабря 1964 — 10 июня 1965). Медик, спортивный чиновник.

## Биография
Участник создания Генерального конгресса Судана, подготовившего проект первого меморандума, требующего независимости от англо-египетской оккупации. Член Комитета по суверенитету Судана.
С 3 декабря 1964 по 10 июня 1965 года — Председатель Верховного государственного совета Судана. Возглавлял временное коалиционное правительство, которое подготовило почву для всеобщих выборов в Судане.
Был первым президентом Совета Хартумского университета после обретения независимости страной.
Абдель Халим Мухаммед — видный спортивный деятель, один из основателей в 1957 году Африканской конфедерации футбола. Почётный член ФИФА, один из первопроходцев африканского футбола. Ключевая фигура в развитии CAF и африканского футбола в целом.
Первый президент Суданской футбольной ассоциации, Суданской конной ассоциации, Суданской баскетбольной ассоциации.
В 1968—1982 — президент Олимпийского комитета Судана, член Международного олимпийского комитета, почётный член Олимпийского комитета Судана.
Футбольный судья международного класса. В качестве рефери принимал участие в проведении Чемпионата мира по футболу 1974 года.